# Caduceata
Caduceata  è una caratteristica di albedo della superficie di Mercurio.